# Kiyoshi Nishikawa
Pour les articles homonymes, voir Nishikawa (homonymie).
Kiyoshi Nishikawa (西川 きよし, Nishikawa Kiyoshi, 2 juillet 1946) est un humoriste, acteur et homme politique japonais.

## Carrière comme comédien
Nishikawa suit une formation de comédien auprès de Kin Ishii et devient étudiant à Yoshimoto Shinkigeki (une troupe de comédiens dirigée par Yoshimoto Kogyo) en 1964. En 1966, il forme un duo de manzai avec Yasushi Yokoyama et devient célèbre, le duo devenant l'un des leaders du boom du manzai du début des années 1980. Le duo remporte le Grand Prix Kamigata Manzai à trois reprises en 1970, 1977 et 1980.

## Carrière politique

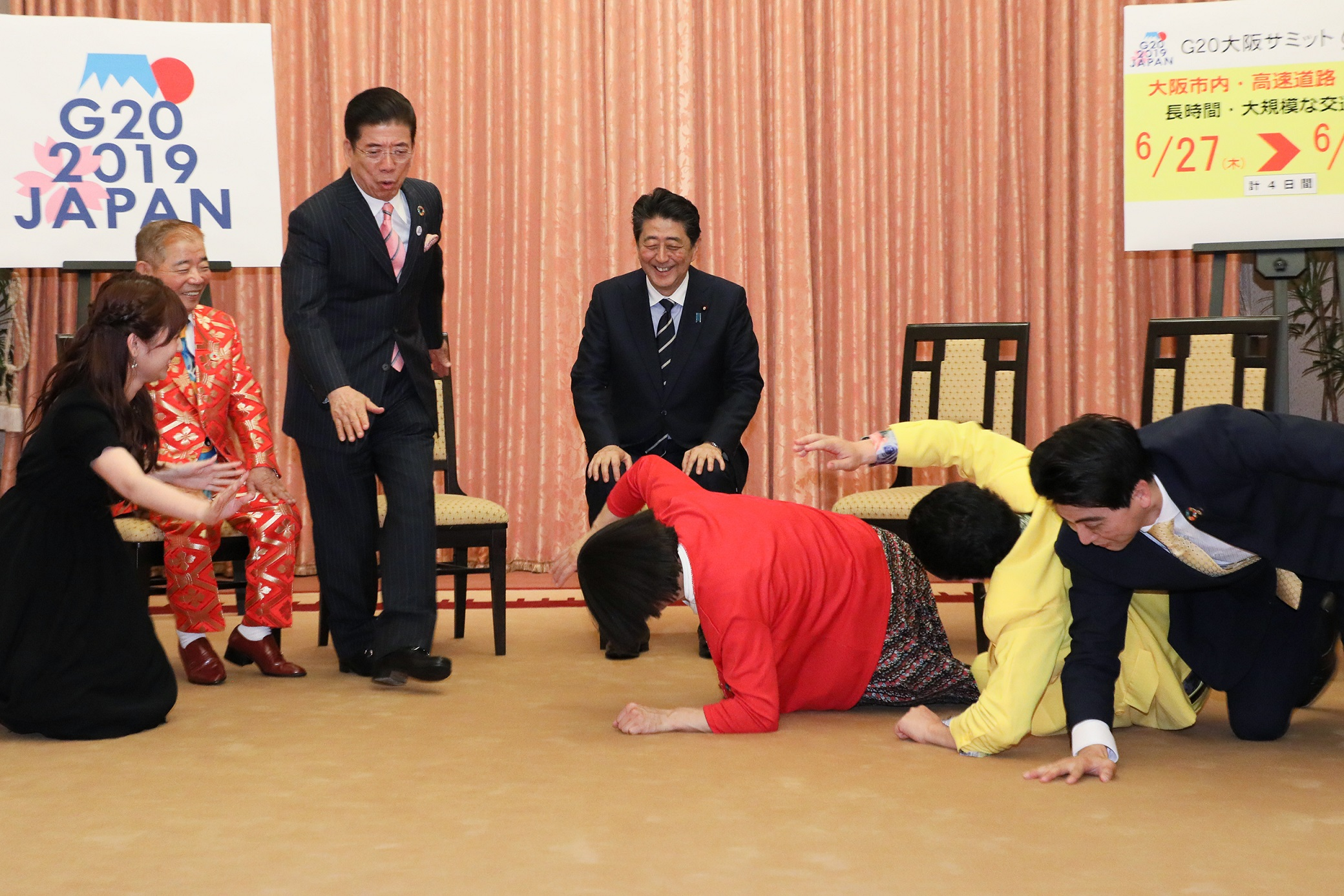
Kiyoshi Nishikawa (debout) et les membres de Yoshimoto Kogyo reçoivent le premier ministre Shinzō Abe lors du sommet du G20 de 2019.

Nishikawa sert trois mandats entre 1986 et 2004 à la Chambre des Conseillers en tant qu'indépendant, représentant la circonscription électorale d'Osaka. Il arrive premier les trois fois où il s'est présenté aux élections, avec plus d'un million de voix. Nishikawa reprend sa carrière de comédien après 2004.

## Vie privée
Nishikawa est marié depuis 1967 à Helen Nishikawa (en), une actrice de Yoshimoto Shinkigeki.

## Honneurs

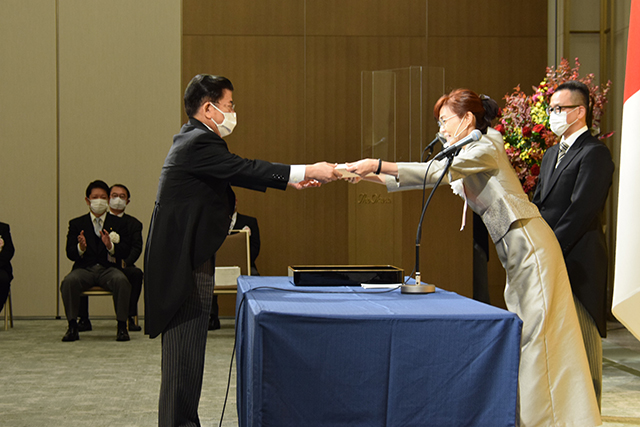
Kiyoshi Nishikawa reçoit des mains de Hinako Yokota le certificat de la décoration de Personne de mérite culturel (4 novembre 2020).

- Personne de mérite culturel (2020)[6]